# Arabidopsis halleri
Arabidopsis halleri là một loài thực vật có hoa trong họ Cải. Loài này được (L.) O'Kane & Al-Shehbaz mô tả khoa học đầu tiên năm 1997.